# Jack the Giant Killer
Jack the Giant Killer é um filme de aventura e fantasia estadunidense de 1962, dirigido por Nathan H. Juran para a United Artists. O roteiro do diretor e de Orville H. Hampton adapta para o cinema uma história do folclore inglês sobre o "matador de gigantes". Com muitos efeitos especiais com a técnica de animação conhecida como stop motion ou quadro-a-quadro, de autoria de Jim Danforth. O filme mais tarde foi reeditado e relançado como um musical pelo produtor Edward Small. A razão para essa alteração foi a Columbia Pictures, que lançara The 7th Voyage of Sinbad, e ameaçou processar Small devido às semelhanças. O filme original sem as músicas voltou a ser distribuído 30 anos depois sem nenhum protesto daquele estúdio e a United Artists continuou proprietária dos direitos da versão musical. O filme reuniu novamente os principais atores de '7th Voyage'.

## Elenco
- Kerwin Mathews...Jack
- Judi Meredith...Princesa Elaine
- Torin Thatcher...Pendragon
- Walter Burke...Garna
- Don Beddoe...Diaboltin
- Barry Kelley...Sigurd
- Dayton Lummis...Rei Mark
- Anna Lee...Lady Constance
- Roger Mobley...Peter
- Robert Gist...Capitão escocês
- Tudor Owen...chanceler
- Ken Mayer...marinheiro

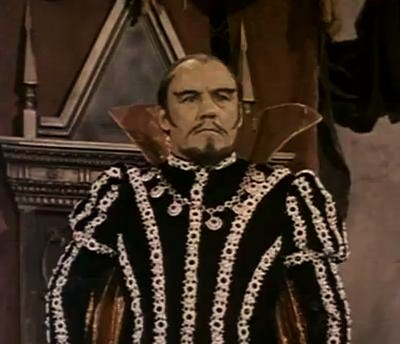
Torin Thatcher em cena do trailer

- Helen Wallace...mãe de Jack (não creditada)

## Sinopse

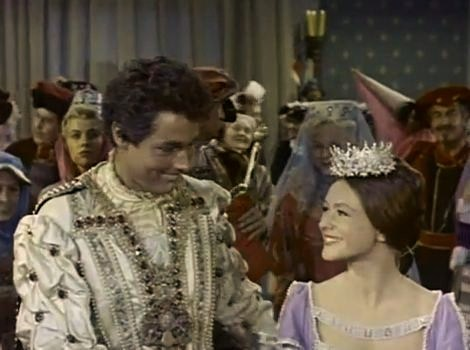
Cena do filme

No Ducado da Cornualha, no período medieval, o maligno feiticeiro Pendragon, senhor dos gigantes, bruxas e todas as criaturas do mal, é derrotado e exilado pelo poderoso mago Herla. Com a morte do mago, Pendragon tenta novamente se apossar do Trono da Inglaterra e para isso rapta a Princesa Elaine, enviando seu monstruoso gigante Cormoran. Depois de escapar do castelo e ir em direção ao barco do servo de Pendragon, Garna, o monstro carregando a princesa é avistado pelo lavrador Jack, que imediatamente parte para salvar a moça. O resgate é bem sucedido e Jack é sagrado cavaleiro devido a seu heroísmo. Mas Pendragon não desiste e volta a perseguir a princesa, que viajava de barco acompanhada de Jack disfarçados de camponeses, até um convento na Normandia para se esconder do vilão. Jack é lançado ao mar junto com o filho do capitão, Peter, mas ambos são salvos pelo viquingue solitário Sigurd. Jack conta que precisava resgatar a princesa e acaba convencendo o leprechaun Diaboltin aprisionado numa garrafa, de posse de Sigurd, a ajudá-lo em sua missão com a magia dele. Jack, carregando a garrafa com Diaboltin, chega ao castelo de Pendragon, numa lha remota, sem saber que a Princesa fora enfeitiçada pelo bruxo e irá trair-lhe na primeira oportunidade.

## Produção

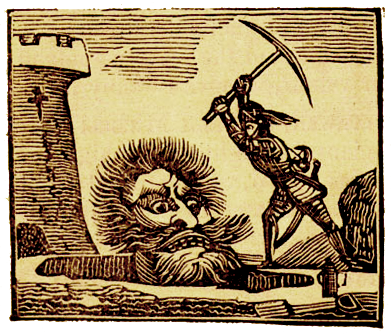
A luta entre Jack e o gigante Cormoran é o destaque na parte inicial do filme

O conto de fadas foi adaptado anteriormente por Hollywood em 1917, 1924 (curta-metragem), 1931 (desenho animado) e 1952.
Edward Small anunciou o filme em 1959, dizendo que iria desenvolver os efeitos especiais em dois anos. As primeiras filmagens foram iniciadas em setembro de 1959, em 70 mm e widescreen, mas foram apagadas anos depois.
O filme teve locações na Ilha Santa Catalina na Califórnia.

## Filme de 2013
Um filme dirigido por Bryan Singer e estrelado por Nicholas Hoult foi lançado em 1 de março de 2013, com o título Jack the Giant Slayer. Fora anunciado primeiramente como Jack the Giant Killer, mas não é uma refilmagem de 1962. É uma nova versão da tradicional história de João e o Pé de Feijão mesclada com elementos de outros contos inclusive o do "Matador de Gigantes".